# Friese merengebied

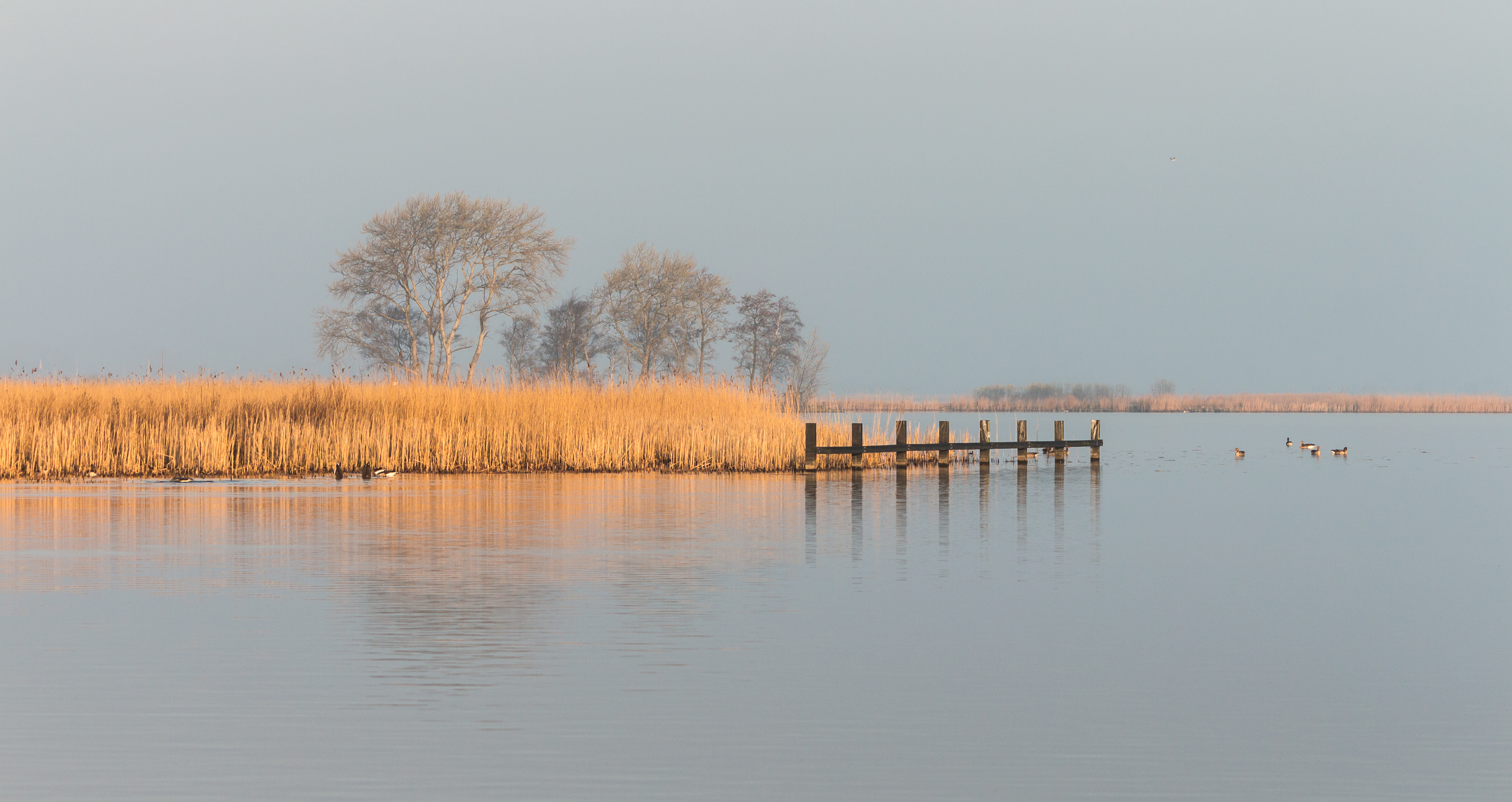
Goëngarijpsterpoelen, een van de Friese meren

Het Friese merengebied is een toeristisch gebied in het zuidwesten en midden van Friesland. Vooral in de zomer trekt het gebied veel watersporters aan. De gemeente De Friese Meren is naar dit gebied genoemd.
De grootste en belangrijkste meren zijn de Groote Brekken (Grutte Brekken), het  Sneekermeer (Snitser Mar), het Tjeukemeer (Tsjûkemar), het Heegermeer (Hegemer Mar), de Fluessen (Fluezen) en het Slotermeer (Sleattemer Mar). De meeste Friese meren liggen in de zogenaamde Zuidwesthoek, maar ook de meren bij Grouw, Eernewoude en Bergum worden meestal tot het gebied gerekend.
De bekendste watersportplaatsen in het gebied zijn: Heeg, Langweer, Sneek, Terhorne en Woudsend.
In het watersportseizoen worden jaarlijks de Sneekweek en het skûtsjesilen georganiseerd.

## Meren

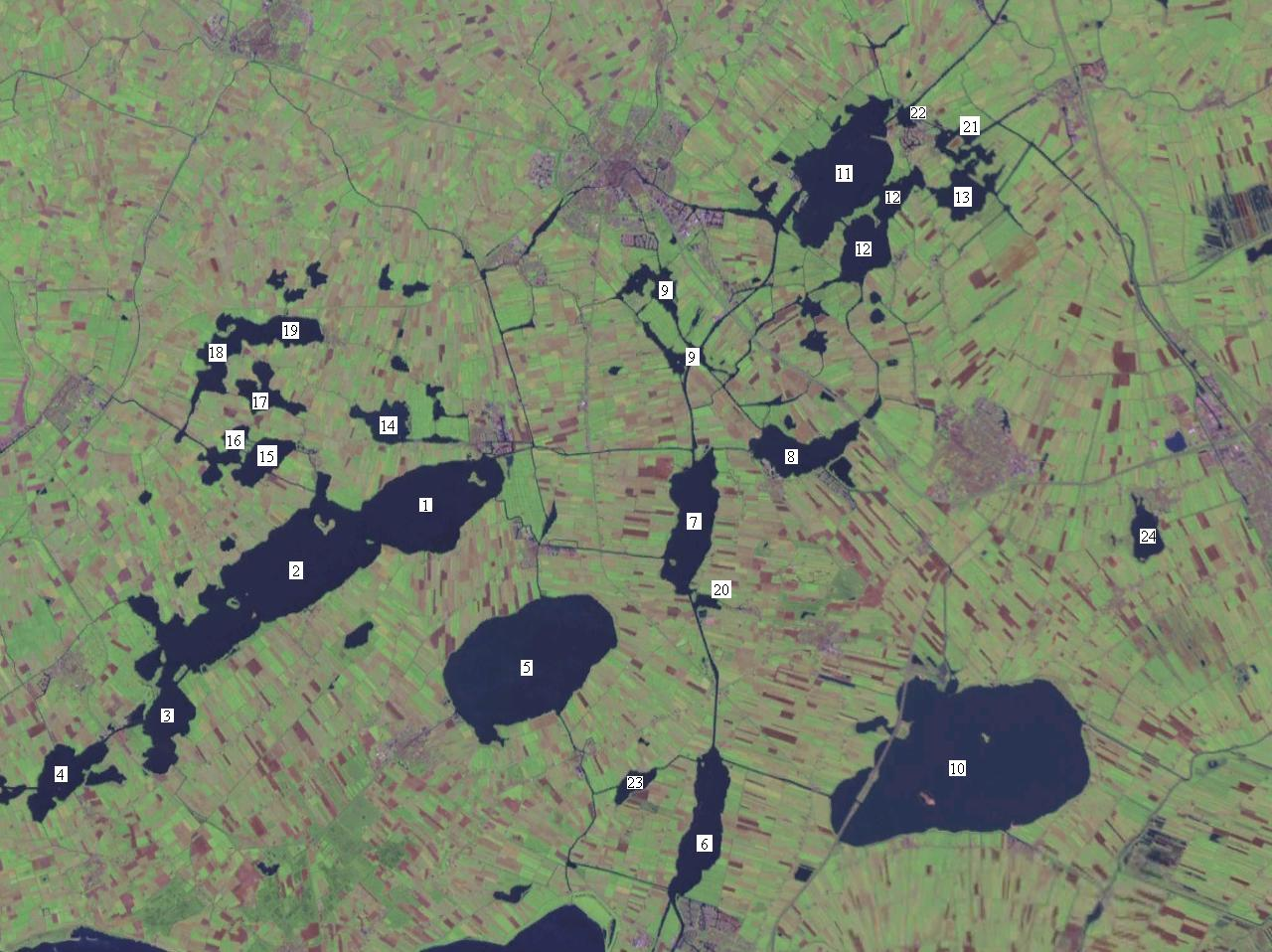
Het Friese merengebied

De meren in het gebied. Sinds 15 maart 2007 is de Friese benaming (tussen haakjes) de officiële.
1. Heegermeer (Hegemer Mar)
2. Fluessen (Fluezen)
3. De Holken
4. Morra (De Morra)
5. Slotermeer (Sleattemer Mar)
6. Groote Brekken (Grutte Brekken)
7. Koevordermeer (De Kûfurd)
8. Langweerderwielen (Langwarder Wielen)
9. Witte en Zwarte Brekken en Oudhof (Wite Brekken, Swarte Brekken en Aldhôf)
10. Tjeukemeer (Tsjûkemar)
11. Sneekermeer (Snitser Mar)
12. Goëngarijpsterpoelen (Goaiïngarypster Puollen)
13. Terkaplesterpoelen (Terkaplester Puollen)
14. Idzegaasterpoel (Idzegeaster Poel)
15. Grote Gaastmeer (Grutte Gaastmar)
16. Zandmeer (Sânmar)
17. Ringwiel
18. Vlakke Brekken (Flakke Brekken)
19. Oudegaasterbrekken (Aldegeaster Brekken)
20. Idskenhuistermeer (Jiskenhúster Mar)
21. Terhornsterpoelen (Terhernster Puollen)
22. Terhornstermeer (De Hoarne)
23. Brandemeer (Brandemar)
24. Nannewijd (Nannewiid)